# Festival Internacional del Humor 1997
Festival Internacional del Humor 1997 es la decimocuarta edición del Festival Internacional del Humor emitido por Caracol Televisión, presentados por Alfonso Lizarazo y Gloria Echeverry.

## Sinopsis
Artistas invitados de varios países dan una muestra de su talento, en diferentes números artísticos que pueden ser de humor, magia, imitación y baile.

## Invitados
- Raúl Vale
- César Aedo
- Manolo Royo
- Paulo Iglesias
- Juan José del Pozo “Tusam”
- Beto César
- Danza de las tijeras*
- Carlos Donoso
- Takitita
- Concha Valdes Miranda
- Richard Faverty “El Profesor Burbujas”
- Ilona Staller “La Cicciolina”
- Mike Michaels
- Paul y Polly
- Juan Ricardo Lozano “Alerta”
- Vargasvil
- Gustavo Lorgia

- El grupo de las tijeras no se consideran como comediantes, si no como un grupo de danza de indígena peruana pero fueron invitados al festival.